# Pârâul Adânc, Covasna
Pârâul Adânc este un curs de apă, afluent al Pârâului Mic. 